# Laduviken
Laduviken är en sjö inom stadsdelen Norra Djurgården i Stockholm. Den är en del av Kungliga Nationalstadsparken.

## Beskrivning

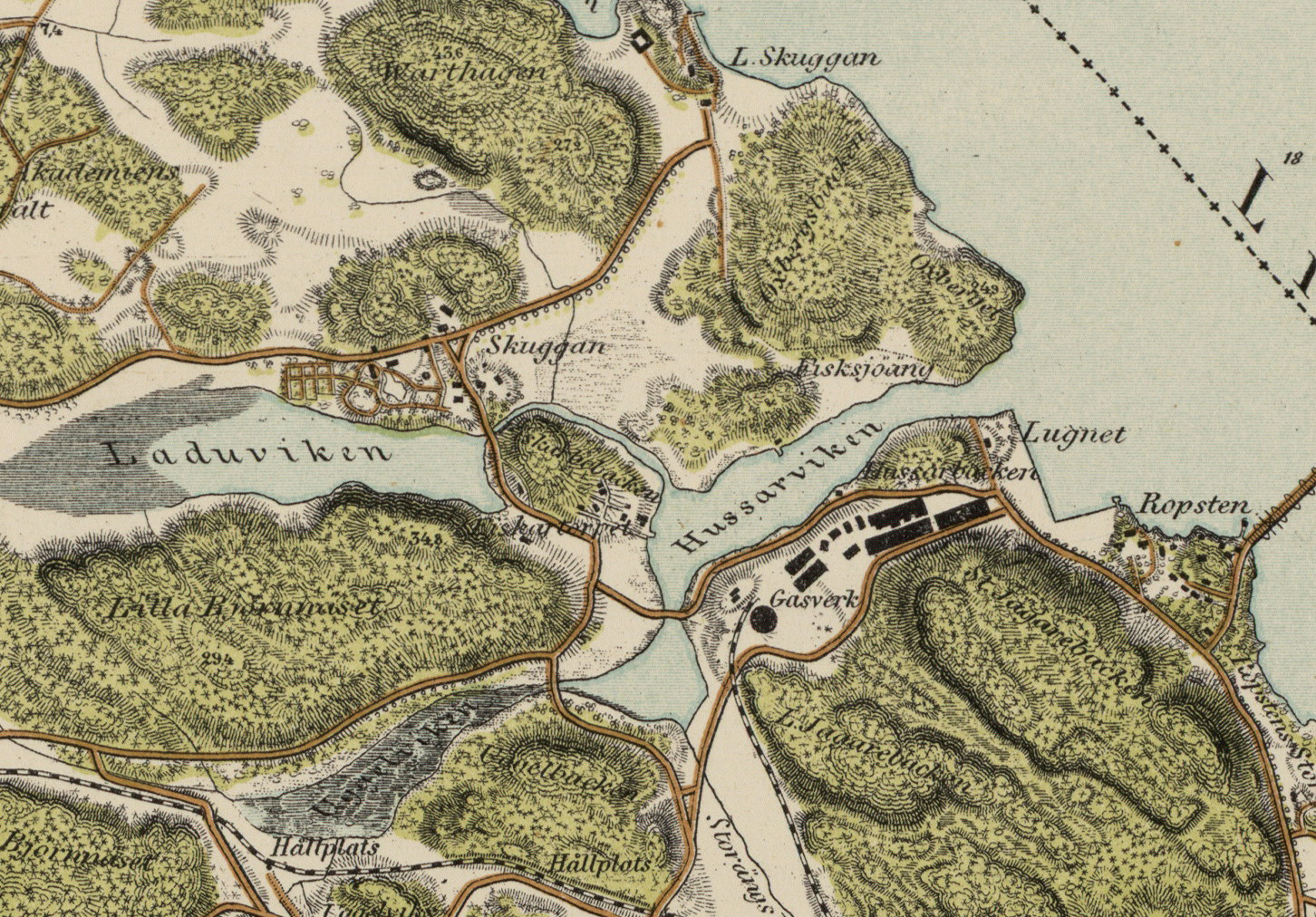
Laduviken på 1860-talet.

Sjön var tidigare en del av en havsvik i direkt förbindelse med Lilla Värtan. Genom landhöjningen har denna kontakt brutits, liksom med Uggleviken och Lillsjön. Idag är den enda förbindelsen ett utloppsdike som sträcker sig förbi Lillsjön österut till Husarviken. På en djurgårdskarta från 1649 kallas området intill sjön för Ladubacken. Här fanns en byggnad, Hööladan, som troligen gav viken sitt namn.
Sjön ligger idag endast 0,5 meter över havsytan och saknar större tillrinningsflöden, dock leds avrinningsvatten från E18 och universitetsområdet till sjön efter slam- och oljeavskiljning. Bräckt vatten från Saltsjön kan tränga upp via utloppsdiket till Husarviken. Sjön är idag ca 700 meter lång och ca 150–200 meter bred, ytan är på 5,3 hektar och maxdjup på 3,2 meter. Mot väst ansluter sig ett stort våtmarksområde. Runt sjön finns trevliga promenadstigar med grillplats. Söder om sjön ligger Fiskartorpets friluftsgård.
Trots en minskning av fosfor- och kvävehalterna sedan mitten av 70-talet är vattnet fortfarande näringsrikt. Siktdjupet har under samma period ökat och är idag ca 2 meter. Målsättningen för Laduviken är att förbättra villkoren för fågellivet och att gynna fisket.
Söder om Laduviken finns rester efter Norra Djurgårdens stridsvagnsspärr, en försvarslinje från andra världskriget. Laduviken är sedan 1994 del av den Kungliga nationalstadsparken.

## Bilder

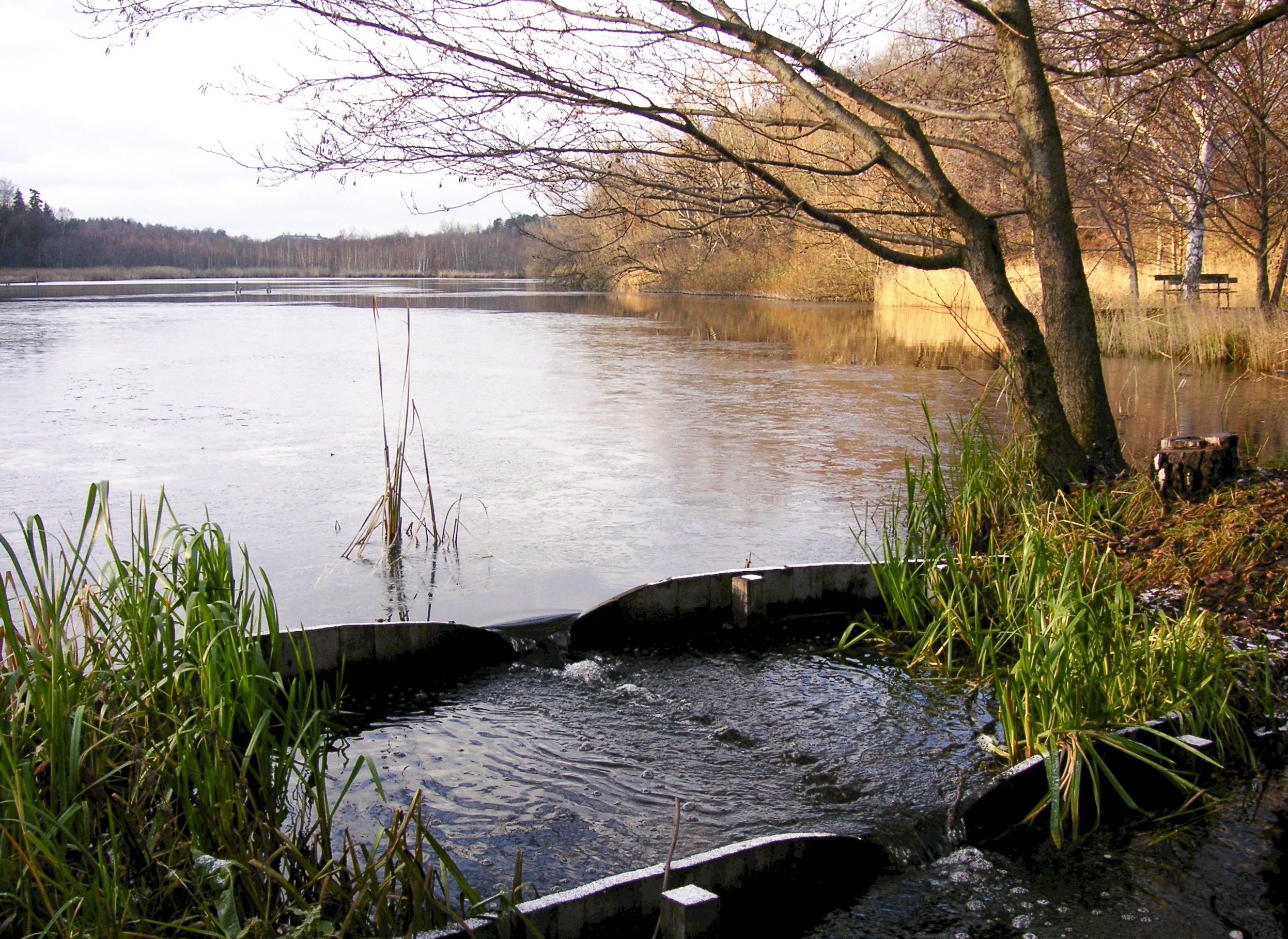
Laduvikens utlopp.
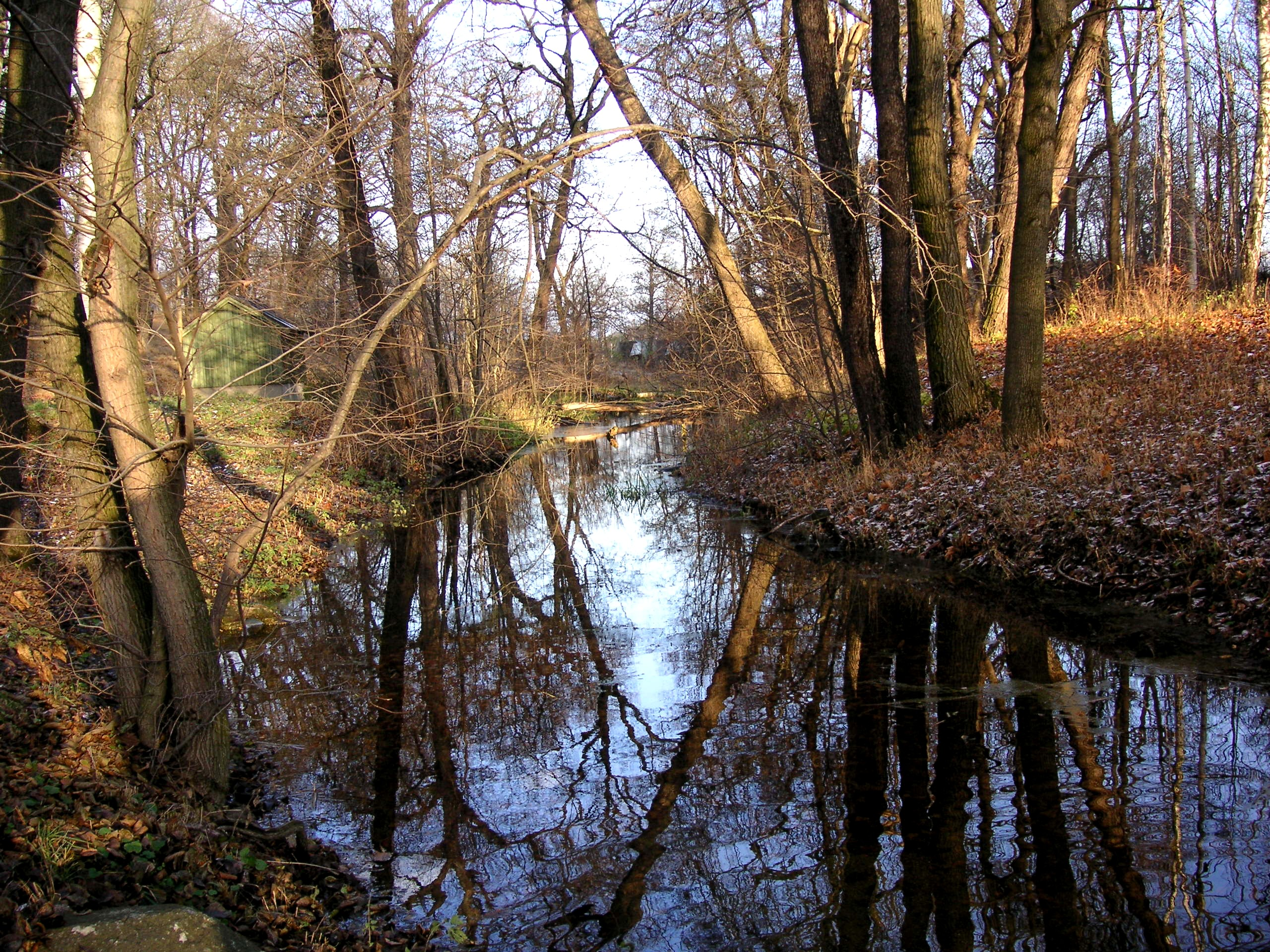
Utloppsdiket mot Husarviken.
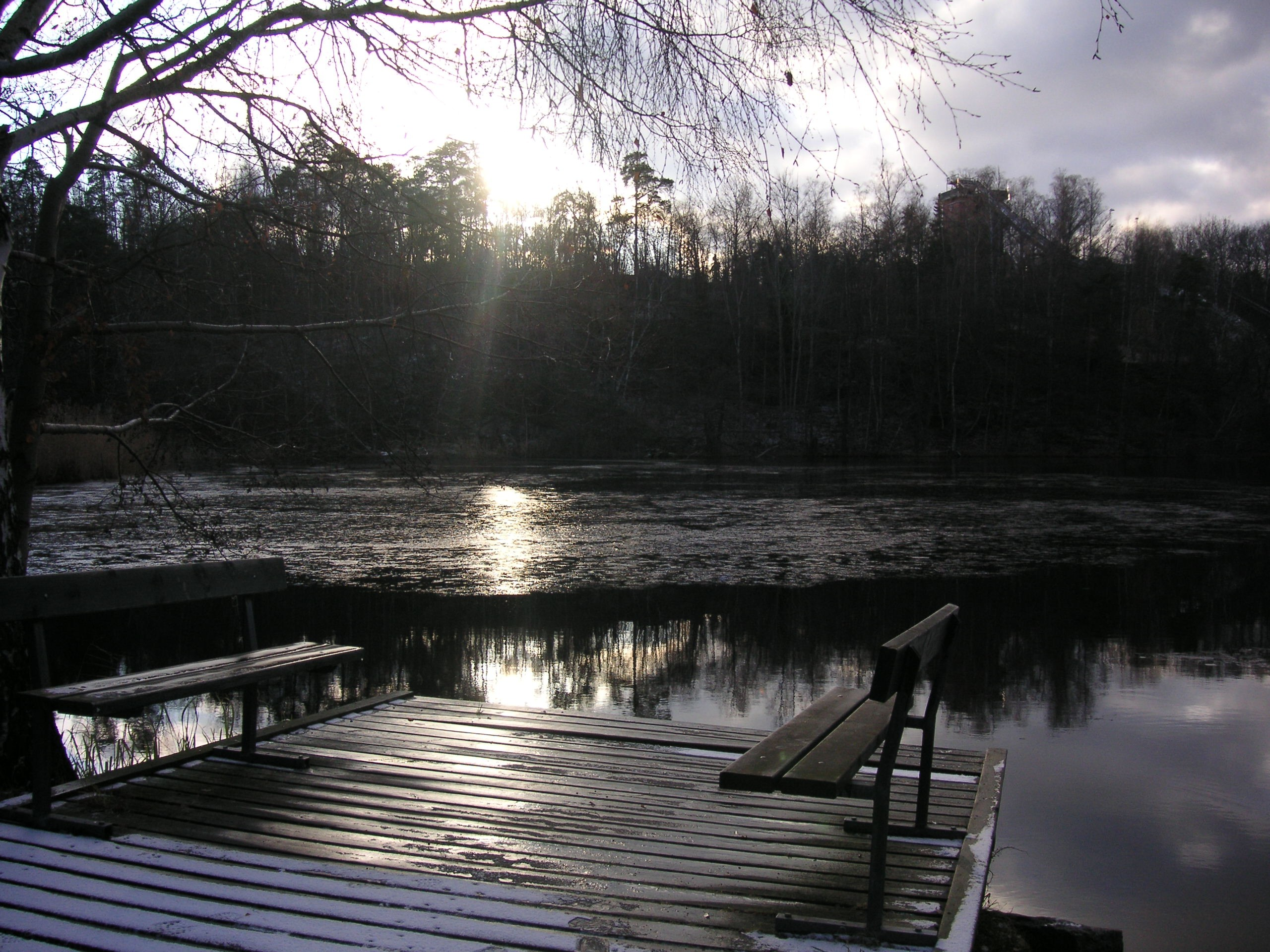
Laduviken, november 2007.
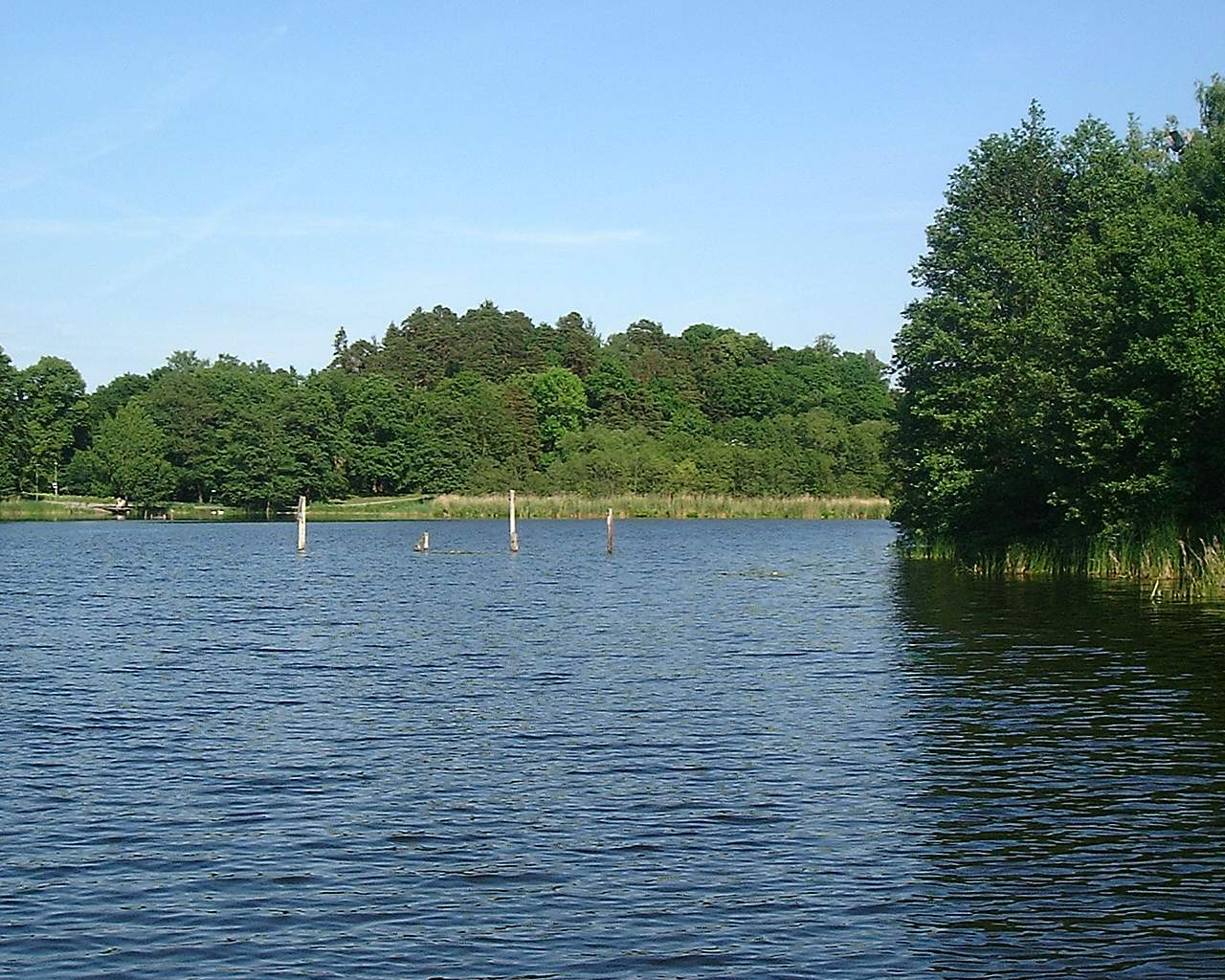
Laduviken, juni 2007.

## Fisk
Vid provfiske har följande fisk fångats i sjön:
- Abborre
- Gärs
- Gädda
- Mört
- Ruda

## Delavrinningsområde
Laduviken ingår i delavrinningsområde (658401-162935) som SMHI kallar för Rinner mot Lilla Värtan. Medelhöjden är 13 meter över havet och ytan är 4,16 kvadratkilometer. Det finns inga avrinningsområden uppströms utan avrinningsområdet är högsta punkten. Avrinningsområdets utflöde mynnar i havet, utan att ha någon enskild mynningsplats. Bebyggelsen i området täcker en yta av 9,27 kvadratkilometer eller 90 procent av avrinningsområdet.